# Doblička Gora
Doblička Gora je naselje u slovenskoj Općini Črnomelju. Doblička Gora se nalazi u pokrajini Dolenjskoj i statističkoj regiji Jugoistočnoj Sloveniji. 

## Stanovništvo
Prema popisu stanovništva iz 2002. godine naselje je imalo 67 stanovnika.